# Hans Wolf (Radsportler)
Hans Joachim Wolf (* 8. September 1940 in Bad Doberan) ist ein ehemaliger US-amerikanischer Radrennfahrer.
1964 gewann Hans Wolf, der von Deutschland aus in die Vereinigten Staaten ausgewandert war, die Tour of Somerville in der Rekordzeit von 1:59:43,0 Stunden und blieb damit als erster Rennfahrer bei diesem Kriterium unter zwei Stunden. Im selben Jahr startete er bei den Olympischen Sommerspielen in Tokio in der Mannschaftsverfolgung, mit Oliver Martin, Donald Nelsen und Arnie Uhrlass; das Team schied jedoch nach der ersten Runde aus.
Zur Zeit seines Olympia-Startes lebte Wolf in New York City und startete für den German BS Club.